# Amphibradys guiomari
Amphibradys guiomari és una espècie extinta de mamífer pilós de la família dels notrotèrids que visqué a Sud-amèrica durant el Miocè mitjà, fa entre 13,8 i 16 milions d'anys. Se n'han trobat restes fòssils a la província argentina del Neuquén. Es tracta de l'única espècie del gènere Amphibradys. Era un notrotèrid de mida mitjana. El nom genèric Amphibradys significa ‘peresós a banda i banda’ i es refereix a les seves similituds morfològiques amb altres gèneres de notrotèrids. El nom específic guiomari fou elegit en honor de la paleontòloga argentina María Guiomar Vucetich.